# Mike Havenaar
Mike Havenaar (Hiroshima, 20. svibnja 1987.) bivši je japanski nogometaš nizozemskog podrijetla.

## Klupska karijera
Igrao je za Yokohama F. Marinos, Avispa Fukuoka, Sagan Tosu, Ventforet Kofu, Vitesse, Córdoba, HJK Helsinki, ADO Den Haag, Vissel Kobe, Vegalta Sendai, Bangkok United, Ventforet Kofu i Bombonera Gifu.

## Reprezentativna karijera
Za japansku reprezentaciju igrao je od 2011. godine. Odigrao je 18 utakmice pritom postigavši 4 pogodaka.
S japanskom reprezentacijom Mike Havenaar igrao je na Kupa konfederacija 2013.

## Statistika
| Japan  | Japan | Japan |
| Godina | Nast. | Gol.  |
| ------ | ----- | ----- |
| 2011.  | 5     | 2     |
| 2012.  | 4     | 1     |
| 2013.  | 8     | 1     |
| 2014.  | 0     | 0     |
| 2015.  | 0     | 0     |
| 2016.  | 1     | 0     |
| Ukupno | 18    | 4     |

## Vanjske poveznice
- National Football Teams